# بريطانيا العظمى في الألعاب الأولمبية الصيفية 2016
من المقرر ان تنافس المملكة المتحدة، ممثلة في الجمعية الأولمبية البريطانية (بالإنجليزية: British Olympic Association)‏ في دورة الألعاب الأولمبية الصيفية 2016 في ريو دي جانيرو، البرازيل، من 05-21 أغسطس 2016. شارك الرياضيين البريطانيين في كل الألعاب الأولمبية الصيفية في العصر الحديث، إلى جانب أستراليا وفرنسا، واليونان.